# JR東日本E721系電力動車組
E721系電聯車是JR東日本的交流型電聯車。此款電車是日本東北地區的主力車型之一，其設計基礎也使用於仙台空港鐵道的SAT721系電聯車、青森鐵道的青森703系電聯車，和阿武隈急行的AB900系電聯車。

## 概要
仙台空港鐵道仙台空港線（名取～仙台空港）於2006年開業，而JR東日本也配合與仙台空港鐵道合作，提供直通運行服務，所以就開始製造了2卡編組4列（共8車廂）的721系。同時在2006年2月14日及15日由兵庫縣神户市的川崎重工業工廠將該兩編成列車往仙台作甲種輸送。現在這兩編成放置在仙台車輛中心，於東北本線進行試車。2006年中將會再製造3編組（共6個車廂）。據了解，有關方面將會以500番台來區對仙台空港線作直通運轉的型號。
2014年，青森鐵道為增強運能，導入同款車，稱為「青森703系」（青い森703系）；2016年，JR東日本為汰換仙台地區使用已久的719系電聯車，而新造E721系1000番台。青森703系與E721系1000番台皆改由JR東日本旗下的綜合車輛製作所承造。
2018年，阿武隈急行導入AB900系，以汰換1988年開業以來使用的8100系電聯車，新車型號開頭「AB」取自「阿武隈」的羅馬拼音「Abukuma」。車體塗裝取自阿武隈急行線沿線自治體的風景與花之五種主題色。AB900系預定打造10組共20節車廂，全部亦由綜合車輛製作所承造。第一組於2019年7月1日正式上線營運載客。

## 詳細
E721系電車在設計上為符合無障礙運輸的條件，所以作出特別設計：
- 東北地方月台的標準高度是920mm。一般電車會比月台高出一點以免乘客絆倒，所以E721系就使用了低底盤設計來縮減列車和月台距離至僅30mm。
- 車内洗手間面積加大，以方便使用輪椅，甚至電動輪椅的人士進入。

保安裝置為ATS及ATS-Ps，可以在信號故障時仍維持列車服務。
至於和仙台空港線直通運轉的500番台加設了英語廣播及行李架等設備，方便旅客。
- 車體構造：輕量不銹鋼製、側門3扇（半自動車門）
- 制御方式：VVVF牽引逆變器
- 制動：回生制動、電子指令空氣制動、抑速制動、耐雪制動
- 保安裝置：ATS-Ps
- 最高速度：120km/h
- 可以與701系互相併結運轉，由於要遷就701系高達1130mm之高度，通往駕駛室之通道均設置梯級。在緊急時可以和719系作救援列車。

## 事故

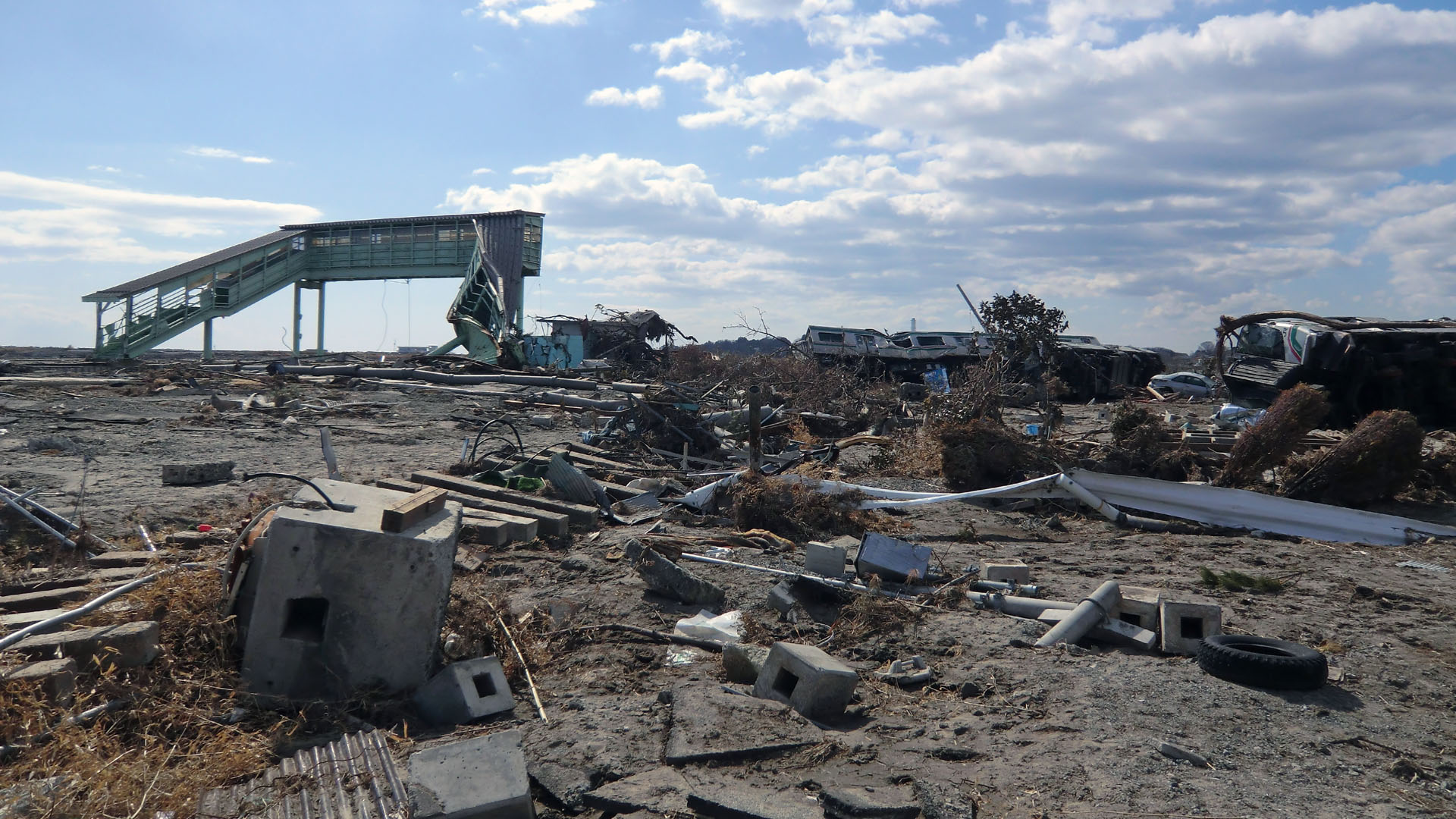
在新地車站遭沖毀的E721系

2011年3月11日，東日本大地震發生後，一列在常磐線新地車站停車的244M班次E721系0番台（P1及P19編組連掛）普通車遭海嘯沖毀，車上乘客及乘務員在海嘯到達前由兩名正好搭車的警察引導到附近高處避難而生還，但列車因受損嚴重而報廢，於4月14日就地拆解。一部份殘骸被移到設於福島縣白河市的東日本旅客鐵道綜合研修中心（東日本旅客鉄道総合研修センター）的事故歷史展示館保存。

## 圖片

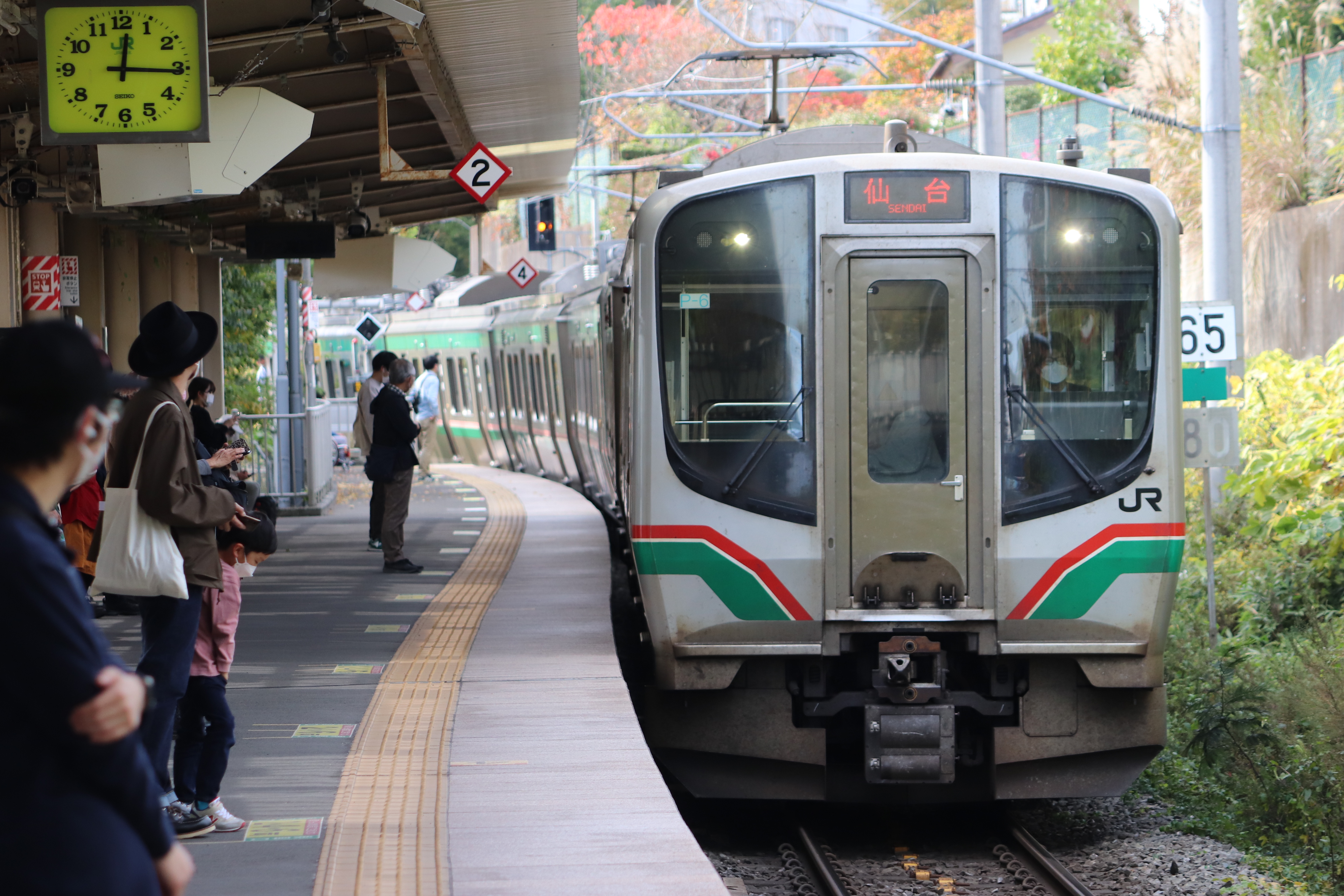
E721系0番台
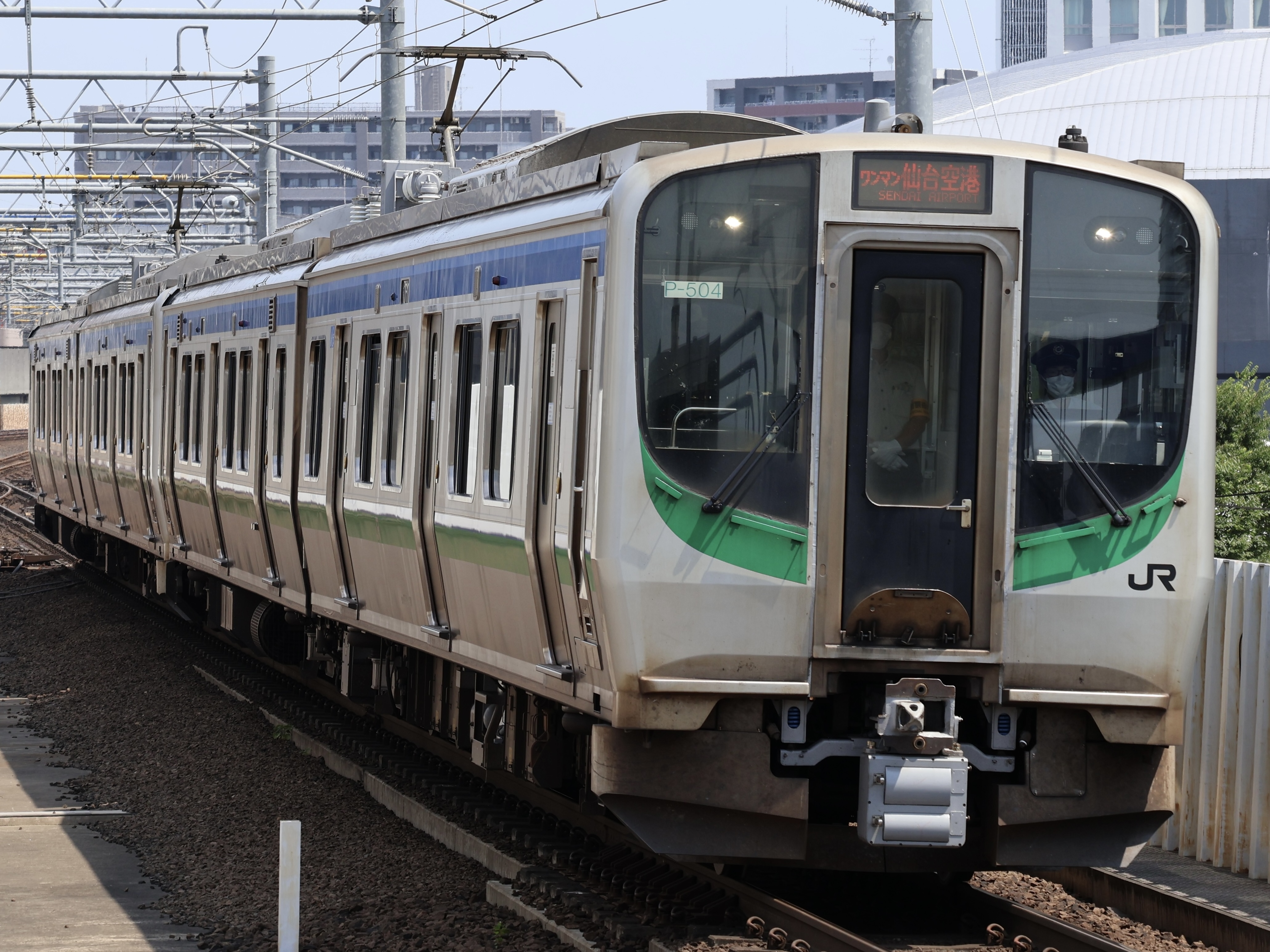
E721系500番台
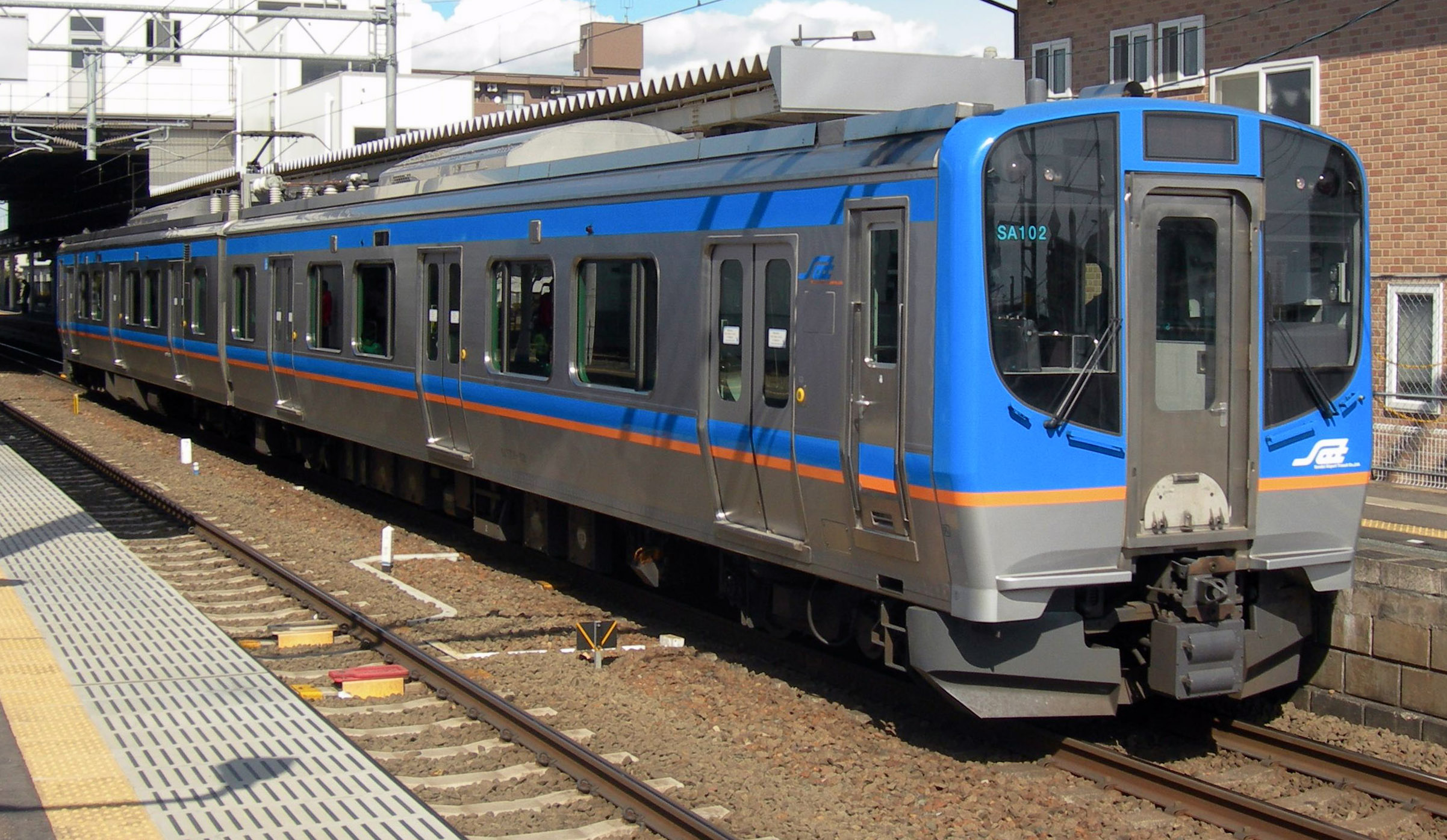
SAT721系
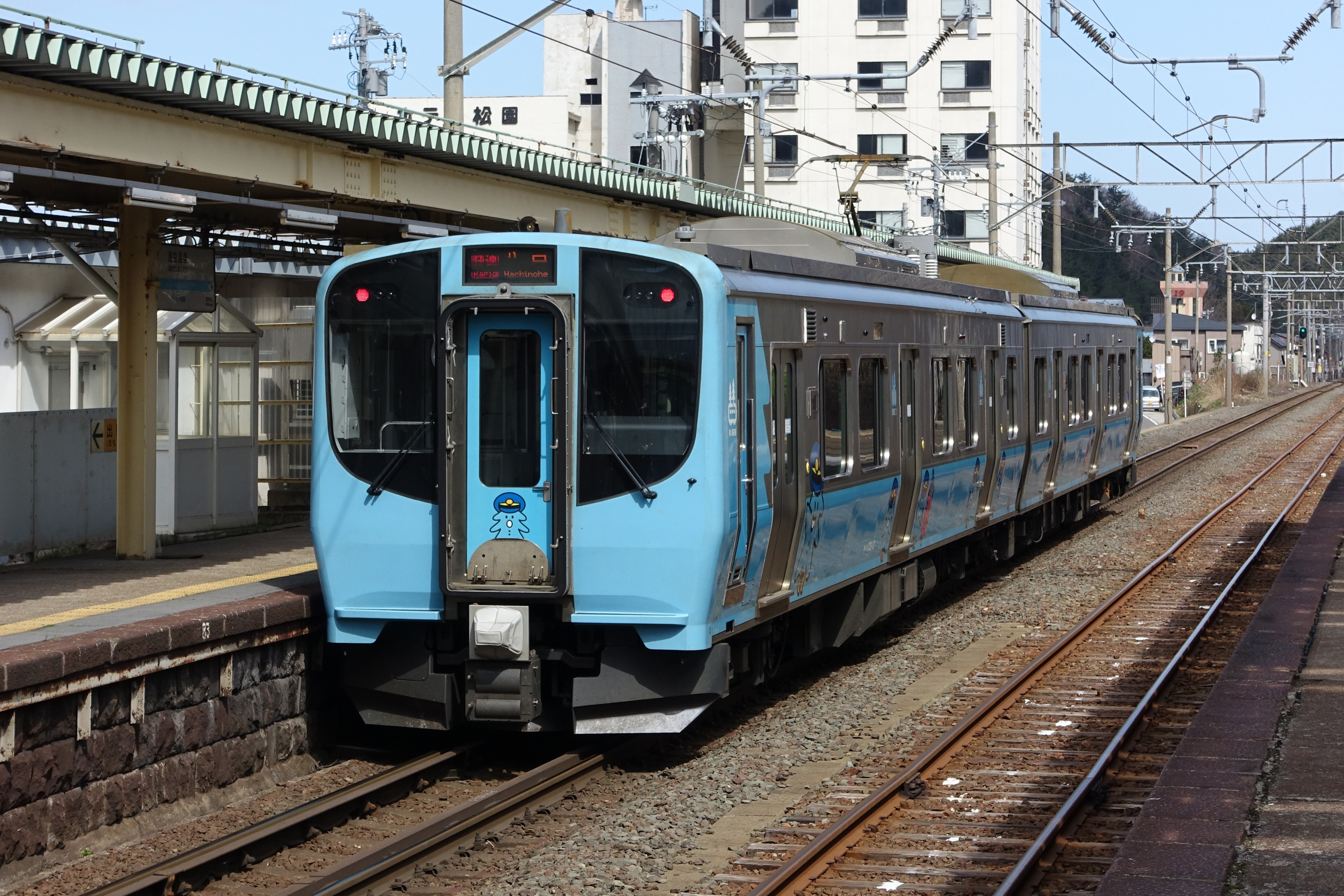
青森703系
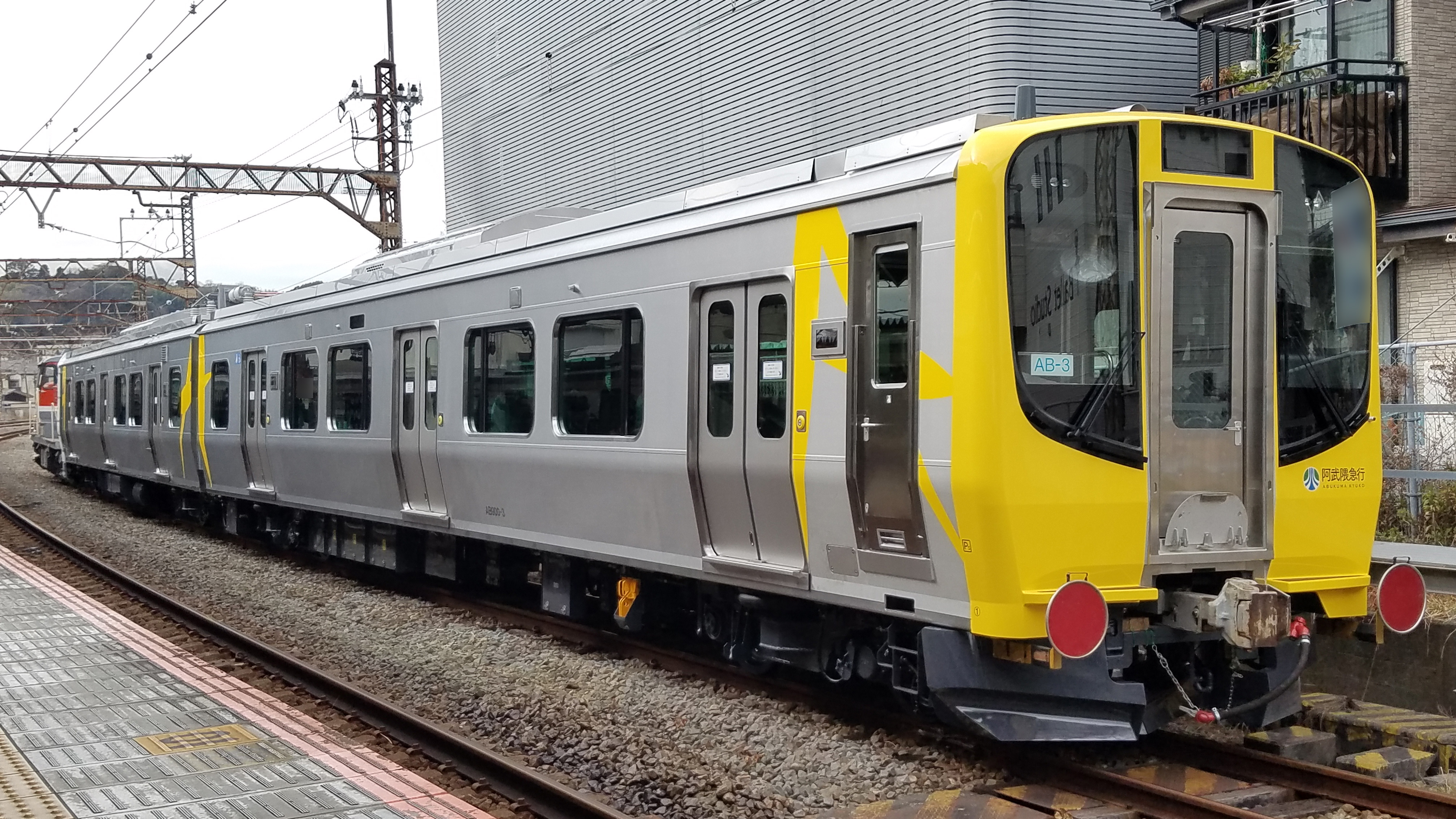
AB900系